# Anatolij Larjukov
Anatolij Vladimirovič Larjukov (* 28. října 1970 Vladikavkaz) je bývalý ruský zápasník–judista, bronzový olympijský medailista z roku 2000. Od roku 1999 reprezentoval Bělorusko.

## Sportovní kariéra
Pochází z kozácké osady Archonskaja nedaleko Vladikavkazu. Začínal se sambem pod vedením Šamila Abdulajeva v 10 letech. Později přešel k judu pod vedením Alika Bekuzarova. V roce 1992 dostal poprvé příležitost v reprezentaci tehdy Společenství nezávislých států vedené Vladimirem Kaplinem. Nominaci na olympijské hry v Barceloně však nevybojoval. V dalších letech patřil do širšího výběru ruské reprezentace ve váze do 71 (73) kg, ve které se krátce prosadil v roce 1997. V roce 1999 mu trenér Bekuzarov domluvil start za Bělorusko, jejichž judistickou reprezentaci vedli bratři Magomed a Kazbeg Ramazanové, původem z Kavkazu. Na mistrovství světa v Birminghamu v témže roce si sedmým místem zajistil účast na olympijských hrách v Sydney. V Sydney předváděl svůj typický, účelový styl boje vycházející z kvalitní fyzické přípravy a zaměřený výhradně na boj v úchopu s případnými kontratechnikami. V semifinále v zápase s Italem Giuseppe Maddalonim vedl ještě v poslední minutě na juko po dvou napomenutích Itala, ale chyboval a spadl na ippon po soupeřově strhu uki-waza. V souboji o třetí místo porazil Američana Jimmy Pedra a získal bronzovou olympijskou medaili. V dalších letech pokračoval v běloruských barvách a v roce 2004 se kvalifikoval na olympijské hry v Athénách. Athénský olympijský los mu však nebyl nakloněn, vypadl v úvodním kole s pozdějším vítězem Jihokorejcem I Won-huiem. Vzápětí ukončil sportovní kariéru. Žije v Moskvě a věnuje se trenérské práci. Jedno období vedl ruskou ženskou judistickou reprezentaci.

## Výsledky
| Turnaj             | Sovětský svaz | Sovětský svaz | Rusko      | Rusko      | Rusko      | Rusko      | Rusko      | Rusko      | Rusko      | Bělorusko  | Bělorusko  | Bělorusko  | Bělorusko  | Bělorusko  | Bělorusko  |
| Turnaj             | 1990          | 1991          | 1992       | 1993       | 1994       | 1995       | 1996       | 1997       | 1998       | 1999       | 2000       | 2001       | 2002       | 2003       | 2004       |
| Turnaj             | 20            | 21            | 22         | 23         | 24         | 25         | 26         | 27         | 28         | 29         | 30         | 31         | 32         | 33         | 34         |
| Turnaj             | lehká váha    | lehká váha    | lehká váha | lehká váha | lehká váha | lehká váha | lehká váha | lehká váha | lehká váha | lehká váha | lehká váha | lehká váha | lehká váha | lehká váha | lehká váha |
| ------------------ | ------------- | ------------- | ---------- | ---------- | ---------- | ---------- | ---------- | ---------- | ---------- | ---------- | ---------- | ---------- | ---------- | ---------- | ---------- |
| Olympijské hry     |               |               | —          |            |            |            | —          |            |            |            | 3.         |            |            |            | úč.        |
| Mistrovství světa  |               | —             |            | —          |            | —          |            | úč.        |            | 7.         |            | úč.        |            | úč.        |            |
| Mistrovství Evropy | —             | —             | úč.        | —          | —          | —          | —          | 2.         | —          | —          | úč.        | —          | 1.         | 3.         | úč.        |
| MS juniorů         | —             |               |            |            |            |            |            |            |            |            |            |            |            |            |            |
| ME juniorů         | 1.            |               |            |            |            |            |            |            |            |            |            |            |            |            |            |